# Apogon atricaudus
Apogon atricaudus е вид бодлоперка от семейство Apogonidae. Видът не е застрашен от изчезване.

## Разпространение и местообитание
Разпространен е в Мексико.
Обитава тропически води, скалисти дъна, морета, рифове и крайбрежия. Среща се на дълбочина от 3 до 30 m, при температура на водата около 24,1 °C и соленост 34,2 ‰.

## Описание
На дължина достигат до 8 cm.